# Evoluzione dell'architettura dei computer
Nell'arco della storia dell'informatica si sono susseguiti una serie di elaboratori che hanno costituito le fondamenta per gli attuali e moderni processori.
Alcuni di essi hanno avuto un impatto significativo sulle idee alla base delle moderne architetture, i più importanti sono riportati nella tabella a seguire. 
| Anno | Nome              | Inventore          | Note                                                     |
| ---- | ----------------- | ------------------ | -------------------------------------------------------- |
| 1834 | Analytical Engine | Babbage            | Primo tentativo di costruire un computer digitale        |
| 1936 | Z1                | Zuse               | Prima macchina basata su relè                            |
| 1943 | Colossus          | Governo Britannico | Primo computer elettronico                               |
| 1944 | Mark I            | Aiken              | Primo computer americano di uso generale                 |
| 1946 | ENIAC I           | Eckert/Mauchley    | Inizio era moderna dei computer                          |
| 1949 | EDSAC             | Wilkes             | Primo computer a programma memorizzato                   |
| 1951 | Whirlwind I       | M.I.T.             | Primo computer con elaborazione in sistema real-time     |
| 1952 | IAS               | Von Neumann        | Idea base delle attuali macchine                         |
| 1960 | PDP-1             | DEC                | Primo computer di piccole dimensioni                     |
| 1961 | 1401              | IBM                | Macchina per uso aziendale venduta in larga scala        |
| 1962 | 7094              | IBM                | Macchina per computazione scientifica                    |
| 1963 | B5000             | Burroughs          | Prima macchina progettata per linguaggio ad alto livello |
| 1964 | 360               | IBM                | Prima linea di prodotti appartenenti ad una famiglia     |
| 1964 | 6600              | CDC                | Primo supercomputer per calcoli scientifici              |
| 1965 | PDP-8             | DEC                | Primo minicomputer venduto in 50.000 unità               |
| 1970 | PDP-11            | DEC                | Computer più diffuso negli anni '70                      |
| 1974 | 8080              | Intel              | Primo computer a 8 bit su un chip                        |
| 1974 | Cray-1            | Cray               | Primo supercomputer vettoriale                           |
| 1978 | VAX               | DEC                | Primo computer di piccole dimensioni a 32 bit            |
| 1981 | IBM PC            | IBM                | Inizio dell'era dei personal computer                    |
| 1981 | Osborne-1         | Osborne            | Primo computer portatile                                 |
| 1983 | Lisa              | Apple              | Primo personal computer dotato di interfaccia grafica    |
| 1985 | 386               | Intel              | Progenitore a 32 bit del Pentium                         |
| 1985 | MIPS              | MIPS               | Prima macchina RISC commerciale                          |
| 1987 | SPARC             | Sun                | Prima workstation RISC basata su SPARC                   |
| 1990 | RS6000            | IBM                | Prima macchina superscalare                              |
| 1992 | Alpha             | DEC                | Primo personal computer a 64 bit                         |
| 1993 | Newton            | Apple              | Primo computer palmare                                   |
| 2003 | IBM PowerPC       | IBM                | Primi processori Dual core                               |